# آویشن لیمویی
آویشن لیمویی (نام علمی: Thymus pulegioides) نام یک گونه از سرده آویشن است.